# G. Gordon Liddy
George Gordon Battle Liddy (Brooklyn, 30 de noviembre de 1930-Fairfax, 30 de marzo de 2021) fue un abogado estadounidense, agente del FBI, anfitrión de show de entrevistas, actor y figura en el Escándalo Watergate como el jefe operativo de la unidad White House Plumbers durante la administración Nixon. Liddy estuvo condenado por conspiración, robo y escuchas telefónicas ilegales por su rol en el escándalo.
Trabajando junto a E. Howard Hunt, Liddy organizó y dirigió el robo de la sede del Comité Nacional Democrática en el edificio Watergate en mayo y junio de 1972. Después de que cinco de los operadores de Liddy fueran arrestados dentro de las oficinas del Comité el 17 de junio de 1972, las investigaciones subsiguientes del Escándalo Watergate llevaron a la dimisión de Nixon en 1974. Liddy fue condenado por los robos y conspiración, además rechazó atestiguar frente al comité del Senado que investigaba Watergate. Estuvo casi cincuenta y dos meses en prisiones federales.
Más tarde, se unió con Timothy Leary para una serie de debates en campus universitarios múltiples, y de modo similar trabajó con Al Franken a fines de los años 90. Liddy fue anfitrión de un show de entrevistas radiofónicas de 1992 hasta su jubilación el 27 de julio de 2012. Su espectáculo radiofónico en 2009 fue retransmitido en 160 mercados por Radio América y las estaciones de Radio Satélite Sirio y Radio Satélite XM en los Estados Unidos. Fue panelista invitado para el canal de noticias Fox News además de aparecer en un cameo o como celebridad invitada en varios espectáculos televisivos.

## Primeros años

### Juventud, familia, educación
Nació en Brooklyn el 30 de noviembre de 1930 y creció en Hoboken, Nueva Jersey.  Su padre, Sylvester James Liddy, era abogado; su madre fue Maria Abbaticchio.  Su familia era de origen irlandés e italiano.  Fue llamado George Gordon Battle, en honor a un famoso abogado y líder de Tammany Hall.  Fue criado en Hoboken y West Caldwell, Nueva Jersey.  Asistió a la Escuela Preparatoria San Benedicto, alma mater de su padre, en Newark.

### Universidad, ejército, escuela de leyes
Se educó en la Universidad de Fordham, graduándose en 1952. Mientras en Fordham fue miembro de la Sociedad Nacional de Rifles Pershing. Luego de su graduación, Liddy se unió el Ejército de Estados Unidos, sirviendo por dos años como agente de artillería durante la guerra coreana. Fue asignado a una unidad de radar antiaéreo en Brooklyn por razones médicas. En 1954,  fue admitido en la Escuela Universitaria de Leyes de Fordham, ganando una posición en la Revisión de Leyes de Fordham Después de graduarse en 1957,  trabajó para la Agencia Federal de Investigación (FBI) bajo el mandato de J. Edgar Hoover.

## FBI

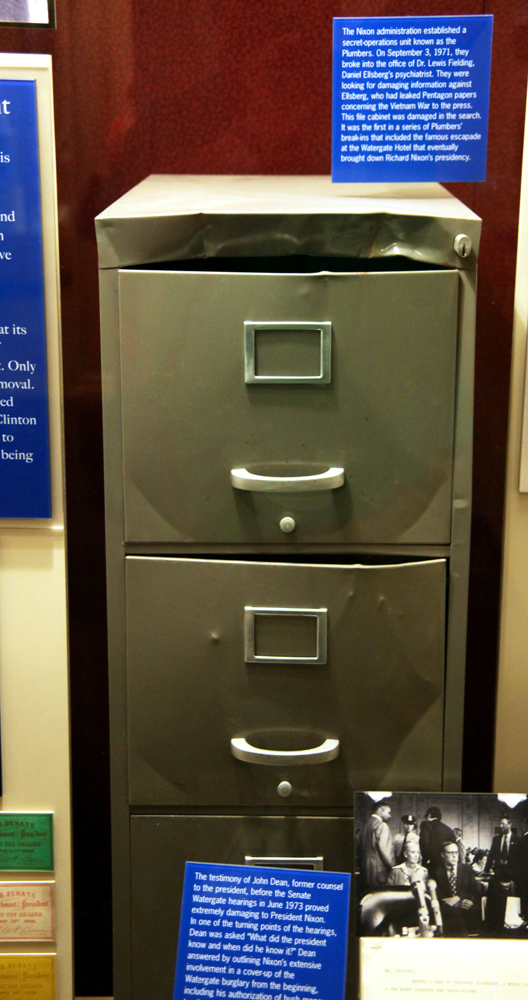
El archivador del psiquiatra "enemigo" de la administración de Nixon, Daniel Ellsberg quién filtró los Papeles de Pentágono, acusando a Liddy y otros en 1971, actualmente en exhibición en el Museo Nacional de Historia Estadounidense

Se unió al FBI en 1957, inicialmente sirviendo como agente de campo en Indiana y Denver. En Denver, el 10 de septiembre de 1960, Liddy arrestó a Ernest Tait, uno de dos personas detenidas entre los diez fugitivos más buscados. A la edad de 29 años, Liddy llegó a ser el Supervisor más joven de la Agencia en los cuarteles del FBI en Washington, D. C. Un protegido de la subdirector Cartha DeLoach, Liddy llegó a ser parte del personal del director J. Edgar Hoover y llegó a ser su escritor fantasma. Entre sus agentes amigos tenía reputación por su imprudencia y fue reconocido principalmente por dos incidentes. El primero fue un arresto en Kansas, Misuri, durante un trabajo de intercambio; fue liberado después de llamar a Clarence M. Kelley, exagente del FBI y jefe de policía de la ciudad. El segundo fue un control de detención del FBI a su futura esposa antes de su matrimonio en 1957, al cual Liddy más tarde se refirió como una "medida rutinaria preventiva".
Antes de dejar el FBI, Liddy usó sus contactos para tener éxito en los exámenes de ingreso al sistema judicial. Además, su admisión a la Corte Suprema de los Estados Unidos fue gracias a la ayuda del procurador general Archibald Cox.

## Fiscal y político
Dimitió del FBI en 1962 y trabajó junto a su padre como abogado patentado en la ciudad de Nueva York hasta 1966. Entonces fue contratado por el Distrito de Abogados Raymond Baratta como fiscal en el exurbio Condado Dutchess en Nueva York, después de entrevistarse y dar referencias del FBI. En 1966, dirigió una redada de drogas en Hitchcock Estate (entonces ocupado por Timothy Leary) en Millbrook, Nueva York, terminando en un juicio fracasado. A pesar de que el caso generó mucha publicidad, otros abogados renegaron del crédito recibido por Liddy, ya que su rol sería relativamente pequeño. Fue también reprendido por disparar un revólver en el techo de una corte. Un redada de drogas dirigida por Liddy en la Universidad de Bardo en 1969 implicó, entre otros a Donald Fagen y Walter Becker, quienes más tarde formaron la banda Steely Dan y escribieron la canción "My Old School" sobre la redada. Liddy fue referido en la letra como "Daddy Gee."
Durante este periodo, postuló sin éxito al cargo de Abogado del Distrito. En 1968, postuló con el Partido Republicano al 28.º distrito de Nueva York. Empleando el eslogan "Gordon Liddy no los deja bajo fianza; los pone dentro",  perdió ante Hamilton Fish IV por un resultado estrecho. Liddy aceptó entonces el nombramiento del Partido Conservador del Estado de Nueva York y postuló en la elección general contra Fish y el candidato Demócrata, el empresario de Millbrook John S. Dyson. Temiendo que Liddy pudiera inclinar la elección a Dyson, Fish le pidió al líder republicano del distrito, asambleísta del estado Kenneth L. Wilson, para que tratara de sacar a Liddy fuera de la competencia. Después de que la oficina de Wilson habló el asunto con el comité de campaña congresista en Washington, Liddy recibió una oferta para una posición en el Departamento del Tesoro, que aceptó y se retiró de la campaña. El nombre de Liddy se mantuvo en la papeleta y recibió casi el cinco por ciento de los votos, lo que no fue suficiente para detener la elección de Fish. 
Después de servir como director de condado en la exitosa campaña presidencial de Richard Nixon,  recibió una designación política como ayudante especial para narcóticos y control de armas en la sede en Washington D. C. del Departamento del Tesoro de los Estados Unidos; en esta posición, ayudó a establecer el programa contemporáneo de alguaciles aéreos del país bajo el escudo del Cuerpo de Alguaciles de los Estados Unidos.
Al inicio de 1970, junto con Gordon Strachan y David Young fue asesor del abogado de asuntos domésticos John D. Ehrlichman en la Oficina Ejecutiva del Presidente a petición de Egil "Bud" Krogh, quién trabajó en iniciativas con Liddy en el Departamento del Tesoro. sirvió nominalmente como consejero general del comité de finanza del Comité para la reelección del Presidente (CRP) de 1971 a 1972. Posteriormente, Krogh, Liddy, Young, y Erlichman fueron acusados de conspiración por los robos cometidos en septiembre de 1973.

## Operativo encubierto
En 1971, después de servir en varias posiciones en la administración de Nixon, Liddy fue movido a la campaña de reelección de 1972 para extender el alcance y logro de la unidad de investigaciones especiales "White House Plumbers", el cual había sido creado en respuesta a averiar filtraciones de información a la prensa.
En CRP, Liddy inventó varios complots a inicios de 1972, en conjunto conocidos bajo el nombre "Operación Gemstone". Algunos de estos eran inverosímiles, pretendido avergonzar a la oposición Demócrata. Incluyeron secuestros de organizadores de protestas antiguerra y transportándolos a México durante la Convención Nacional Republicana (la cual fue organizada en ese momento en San Diego), así como engañando a oficiales de la campaña Demócrata a asistir a una residencia en Miami, donde serían fotografiados en secreto en posiciones comprometedoras con prostitutas. La mayoría de las ideas de Liddy fueron rechazadas por el fiscal general John N. Mitchell (quién llegó a ser director de campaña en marzo de 1972), pero unas pocas tuvieron el visto bueno por los oficiales de la administración de Nixon, incluyendo el ataque a la oficina del psiquiatra Daniel Ellsberg en Los Ángeles. Ellsberg había filtrado los Papeles del Pentágono al The New York Times. En algún punto, Liddy fue instruido para atacar las oficinas del Comité Nacional Demócrata en el Complejo Watergate.

### Escándalo de Watergate
Liddy era el enlace de administración de Nixon y líder del grupo de cinco hombres que entraron a la sede del Comité Nacional Demócrata en el Complejo Watergate. Al menos dos veces entraron, en mayo y junio de 1972; los ladrones fueron arrestados el 17 de junio. El propósito de los robos nunca fue concluyente. Los ladrones buscaban colocar micrófonos y planeaban fotografiar documentos. En su primer intento había guiado la instalación de dispositivos de registro que funcionaron inapropiadamente. Liddy nunca ingresó al Complejo Watergate al momento de los robos; sino que, como admitió, supervisó el segundo ataque, coordinado con E. Howard Hunt, desde una habitación en el adyacente Hotel Watergate. Liddy fue condenado por conspiración, robos y escuchas telefónicas ilegales.
Fue sentenciado a prisión por 20 años y se le ordenó pagar una multa de $40 000. Comenzó a cumplir la sentencia el 30 de enero de 1973. El 12 de abril de 1977, el presidente Jimmy Carter conmutó la sentencia de Liddy a ocho años, «en el interés de equidad y justicia basado en una comparación de la sentencia del señor Liddy con los otros condenados en los procesamientos relacionados a Watergate»" dejándolo en efecto. La conmutación de Carter hizo posible que Liddy pudiera ser pronto liberado el 9 de julio de 1977. Finalmente fue libre el 7 de septiembre de 1977, después de estar encarcelado durante un total de cuatro años y medio.

## Después de prisión
En 1980, Liddy publicó una autobiografía, titulada Will, la cual vendió más de un millón de copias y fue adaptada en una película televisiva. En ella, declara que una vez hizo planes con Hunt de asesinar al periodista Jack Anderson, basado en una interpretación literal de una declaración de Nixon en la Casa Blanca, " necesitamos librarnos de este tipo Anderson".
A mediados de los años 80s Liddy estuvo en el circuito de conferencias, siendo listado como el hablante principal en el circuito universitario en 1982 por El Wall Street Journal. Más tarde se unió por primera vez a Timothy Leary en una serie de debates enunciados como "Buen Tipo Aterrador vs. Aterrador Buen Tipo" en el circuito universitario también; Leary una vez había sido etiquetado por Richard Nixon como "el hombre más peligroso en Estados Unidos."  Las conferencias fueron el tema de una película documental de 1983, Compromiso de Regreso. Liddy quedó en el ojo público con dos apariciones como invitado en la serie de televisión Miami Vice como William "Capitán Real Estate" Maynard, un anterior agente de operaciones encubiertas a quien Sonny Crockett conocía de su servicio militar en Vietnam Del sur.
En 1994 la compañía documental británica Brian Lapping Associates envió a los productores Norma Percy y Paul Mitchell a entrevistar a muchos de los conspiradores para su serie titulada Watergate, en la cual un arrepentido Liddy hablaba francamente sobre su rol. Fue filmado en su casa mientras estaba sentando delante de su colección de armas de guerra a escala y describió «cómo él se había preparado, si se le ordenaba, para ir directamente y matar a Jack Anderson, el columnista de Washington, D. C.» Se clarificó al momento de la filmación, que la colección de armas estaba registrada a nombre de su mujer, pues él no podía sacar una licencia.
Apareció en la Golden Book Video en 1993 adaptada del libro Enciclopedia Brown: El Caso del Ladrón de Tarjetas de Béisbol como Corky Lodato. En Miami Vice, actuó con John Diehl, quién más tarde personificaría al propio Liddy en la película de Oliver Stone, Nixon (1995).  Los otros créditos televisivos incluyen Airwolf, MacGyver, y el cortometraje El Guerrero del Camino.  El escritor de cómics Alan Moore ha declarado que el personaje del Comediante (Edward Blake) de su novela gráfica Watchmen estuvo basado en una gran parte en Liddy. En la adaptación de televisión de 1979 del libro de John Dean Ambición Ciega, Liddy fue personificado por el actor William Daniels.
A inicios de los años 80, Liddy unió fuerzas con el expolicía de Niles, Illinois y copropietario del Grupo de Protección Ltd., Thomas E. Ferraro Jr., para lanzar una empresa de seguridad privada y contravigilancia llamada G. Gordon Liddy & Asociados.
Liddy fue anfitrión de su propio show de entrevistas radiofónicas en 1992. Menos de un año más tarde, su popularidad lo llevó a la sindicación nacional a través de Westwood One Network de Viacom  y a través de Radio América, en 2003. El show de Liddy terminó el 27 de julio de 2012.
Fue demandado por difamación en 1999 por Ida "Maxie" Wells, un secretario cuyo escritorio en la Sede del Comité Nacional Demócrata en el Watergate se dijo que había sido un objetivo del último ataque al encontrar entre la evidencia un anillo de prostitución colocado en su escritorio. Los abogados de Wells acusaron a Liddy de difamación. Liddy negó la acusación y el juez desestimó el caso, comentando que "ningún jurado razonable podría estar a favor del demandante."
Además de Will, escribió los libros, Cuándo Era un Niño, Este Era un País Libre  (2002), y ¡Lucha! Abordando el Terrorismo al Estilo de Liddy (2006, con su hijo, Cdr. James G. Liddy, junto con J. Michael Barrett y Joel Selanikio). También publicó dos novelas: Fuera de control (1979) y Los Monos Manipuladores (1990).  Liddy fue uno de los muchos entrevistados para la biografía de Abbie Hoffman, Robar este Sueño, por Larry "Ratso" Sloman.

## Carrera como actor

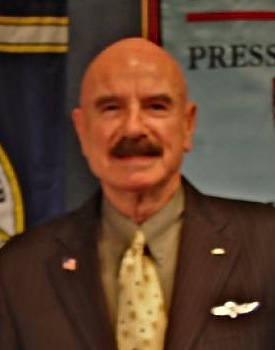
Liddy En 2004, llevando sus alas de las Fuerzas de Defensa de Israel (IDF)

Actuó en varias películas, incluyendo Street Asylum, Feds, Aventuras en Espionaje, Camp Cucamonga, y Reglas de Compromiso.  Apareció en series televisivas como El Guerrero del Camino, Airwolf, Fear Factor, Perry Mason, y MacGyver.  Tuvo papeles recurrentes en Miami Vice y Super Force, y como invitado especial en el programa LateLine de Al Franken.  El 7 de abril de 1986, apareció en WrestleMania II como juez invitado para una pelea entre Mr. T (con Joe Frazier y The Haití Kid) versus Roddy Piper (con Bob Orton y Lou Duva).
Liddy coprotagonizó 18 Ruedas de Justicia como el jefe criminal Jacob Calder del 12 de enero de 2000 al 6 de junio de 2001.  Apareció en una edición de famosos de Fear Factor al final de temporada del programa, el 12 de septiembre de 2006 (filmado en noviembre de 2005). A sus 75 años de edad, era el concursante de más edad en aparecer en el programa. Ganó las dos primeras pruebas, consiguiendo dos motocicletas personalizadas por Metropolitan Chopper.  También apareció como famoso invitado durante una semana en abril de 1987 en el programa de televisión Super Password, compitiendoo contra Betty White.
Fue entrevistado en el documental The U.S. vs. John Lennon, así como portavoz comercial para Rosland Capital, vendiendo oro en anuncios televisivos.

## Vida personal y muerte
Estuvo casado con Frances Purcell-Liddy, una profesora natural de Poughkeepsie, Nueva York, durante 53 años hasta su muerte el 5 de febrero de 2010. La pareja tuvo cinco hijos: Thomas, Alexandra, Gracia, James y Raymond.
Murió el 30 de marzo de 2021, en la casa de su hija en Fairfax (Virginia). Tenía 90 años y había sufrido de la enfermedad de Parkinson.